# Fred S. Jackson

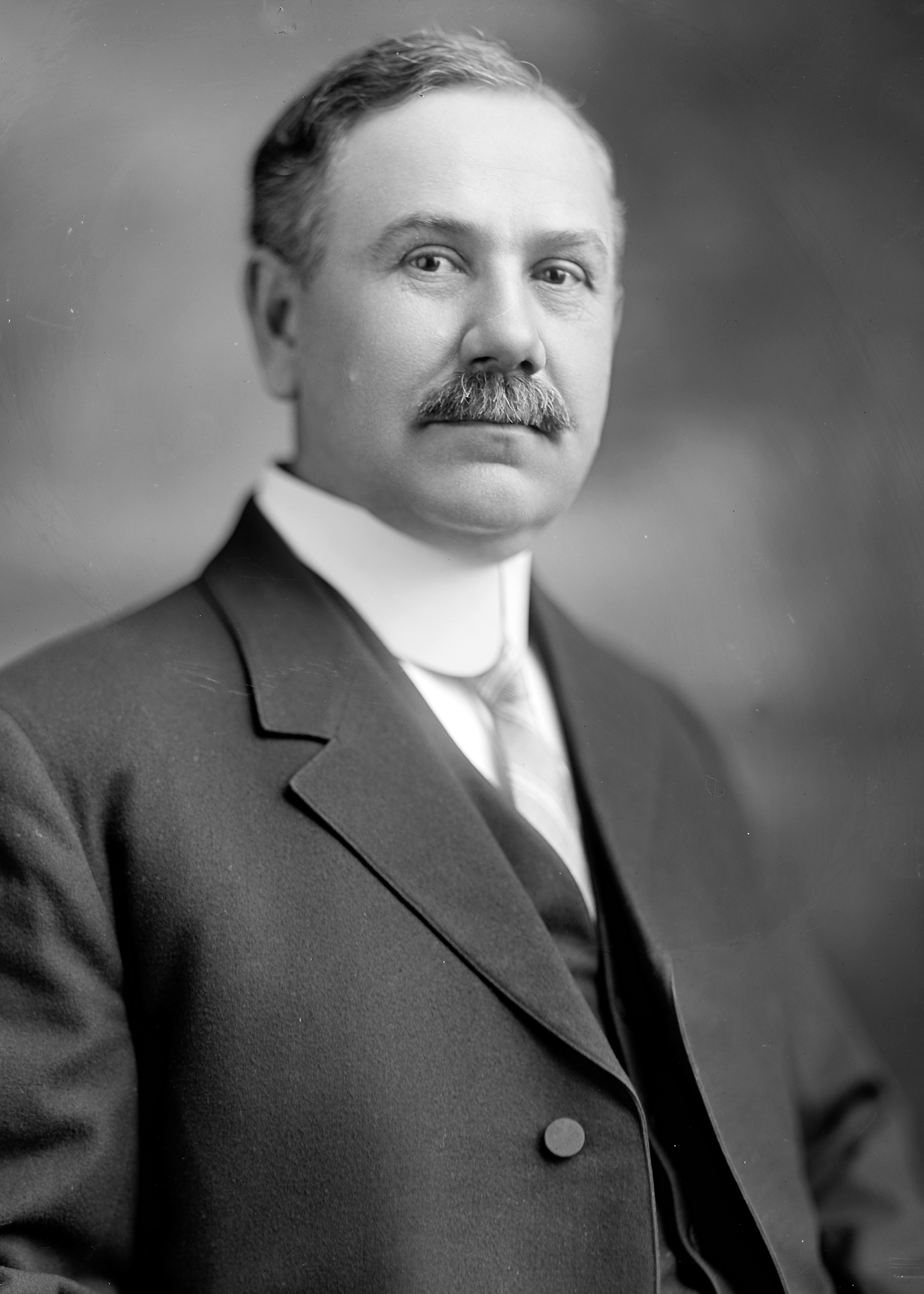
Fred S. Jackson

Fred Schuyler Jackson (* 19. April 1868 in Stanton, Miami County, Kansas; † 21. November 1931 in Topeka, Kansas) war ein US-amerikanischer Politiker. Zwischen 1911 und 1913 vertrat er den vierten Wahlbezirk des Bundesstaates Kansas im US-Repräsentantenhaus.

## Werdegang
Im Jahr 1881 zog Fred Jackson mit seinen Eltern in das Greenwood County. Er besuchte dort und im Miami County die öffentlichen Schulen. Zwischen 1885 und 1890 war er selbst als Lehrer tätig. Nach einem Jurastudium an der University of Kansas in Lawrence und seiner im Jahr 1892 erfolgten Zulassung als Rechtsanwalt begann er in Eureka in seinem neuen Beruf zu arbeiten.
Zwischen 1893 und 1897 war Jackson Bezirksstaatsanwalt im Greenwood County und von 1906 bis 1907 war er stellvertretender Generalstaatsanwalt von Kansas. Danach war er von 1907 bis 1911 Attorney General dieses Staates. Politisch war Jackson Mitglied der Republikanischen Partei. Bei den Kongresswahlen des Jahres 1910 wurde er als deren Kandidat im vierten Distrikt von Kansas in das US-Repräsentantenhaus in Washington, D.C. gewählt. Dort trat er am 4. März 1911 die Nachfolge von James Monroe Miller an. Da er aber bei den Wahlen des Jahres 1912 dem Demokraten Dudley Doolittle unterlag, konnte er bis zum 3. März 1913 nur eine Legislaturperiode im Kongress absolvieren.
Nach dem Ende seiner Zeit in der Bundeshauptstadt arbeitete Jackson wieder als Anwalt in Eureka. Im Jahr 1915 zog er nach Topeka, nachdem er in die staatliche Kommission berufen worden war, die sich mit den öffentlichen Versorgungsbetrieben befasste (Public Utilities Commission). In diesem Gremium verblieb er bis 1924. Danach betätigte er sich wieder als Rechtsanwalt. Fred Jackson engagierte sich auch in der Landwirtschaft und hier vor allem auf dem Gebiet der Viehzucht. Er starb im November 1931 in Topeka und wurde in Eureka beigesetzt.